# El Polvorín, Guerrero
El Polvorín är en ort i Mexiko.   Den ligger i kommunen Marquelia och delstaten Guerrero, i den södra delen av landet, 300 km söder om huvudstaden Mexico City. El Polvorín ligger 28 meter över havet och antalet invånare är 1 415.
Terrängen runt El Polvorín är lite kuperad. Havet är nära El Polvorín åt sydväst. Runt El Polvorín är det ganska glesbefolkat, med 34 invånare per kvadratkilometer. Närmaste större samhälle är Marquelia, 1,7 km väster om El Polvorín. Omgivningarna runt El Polvorín är en mosaik av jordbruksmark och naturlig växtlighet.